# Coupe d'Océanie féminine de football
 (décembre 2024).
Si vous disposez d'ouvrages ou d'articles de référence ou si vous connaissez des sites web de qualité traitant du thème abordé ici, merci de compléter l'article en donnant les références utiles à sa vérifiabilité et en les liant à la section « Notes et références ».
Cet article traite de l'épreuve féminine. Pour la compétition masculine, voir Coupe d'Océanie de football.
La Coupe d'Océanie féminine de football est une compétition continentale opposant toutes les nations de l'Océanie, organisée par la Confédération du football d'Océanie.
Douze compétitions ont eu lieu depuis 1983. La Nouvelle-Zélande s'y est imposée à six reprises, l'Australie trois fois, Taipei à deux reprises tandis que la Papouasie-Nouvelle-Guinée et les Îles Salomon l'ont remportée une seule fois. L'Australie n'y participe plus en raison de son changement de fédération en 2006 et Taipei fut invité aux deux éditions qu'elle remporta dans les années 1980.
La compétition permet à son vainqueur de se qualifier pour la Coupe du monde et, depuis 2018, pour les Jeux olympiques.

## Palmarès
| Année | Organisateur              | Champion                      | Score        | Finaliste                 | Troisième                 |
| 1983  | Nouvelle-Calédonie        | Nouvelle-Zélande (1)          | 3 - 2 (a.p.) | Australie                 | Nouvelle-Calédonie        |
| 1986  | Nouvelle-Zélande          | Taipei Chinois (1)            | 4 - 1        | Australie                 | Nouvelle-Zélande          |
| 1989  | Australie                 | Taipei Chinois (2)            | 1 - 0        | Nouvelle-Zélande          | Australie                 |
| 1991  | Australie                 | Nouvelle-Zélande (2)          | poule        | Australie                 | Papouasie-Nouvelle-Guinée |
| 1995  | Papouasie-Nouvelle-Guinée | Australie (1)                 | poule        | Nouvelle-Zélande          | Papouasie-Nouvelle-Guinée |
| 1998  | Nouvelle-Zélande          | Australie (2)                 | 3 - 1        | Nouvelle-Zélande          | Papouasie-Nouvelle-Guinée |
| 2003  | Nouvelle-Zélande          | Australie (3)                 | poule        | Nouvelle-Zélande          | Papouasie-Nouvelle-Guinée |
| 2007  | Papouasie-Nouvelle-Guinée | Nouvelle-Zélande (3)          | poule        | Papouasie-Nouvelle-Guinée | Tonga                     |
| 2010  | Nouvelle-Zélande          | Nouvelle-Zélande (4)          | 11-0         | Papouasie-Nouvelle-Guinée | Îles Cook                 |
| 2014  | Papouasie-Nouvelle-Guinée | Nouvelle-Zélande (5)          | poule        | Papouasie-Nouvelle-Guinée | Îles Cook                 |
| 2018  | Nouvelle-Calédonie        | Nouvelle-Zélande (6)          | 8-0          | Fidji                     | Papouasie-Nouvelle-Guinée |
| 2022  | Fidji                     | Papouasie-Nouvelle-Guinée (1) | 2-1          | Fidji                     | Îles Salomon              |
| 2025  | Fidji                     | Îles Salomon (1)              | 3-2          | Papouasie-Nouvelle-Guinée | Samoa                     |